# Paul Loicq
Paul Loicq, född 11 augusti 1888 i Bryssel, död 26 mars 1953 i Sint-Genesius-Rode, Belgien, var en belgisk ishockeyspelare och ishockeydomare. Han kom på femte plats under de Olympiska sommarspelen i Antwerpen 1920.
Åren 1922–1947 var Loicq president för Internationella ishockeyförbundet, IIHF.
1961 valdes Loicq in i Hockey Hall of Fame.